# Muhammad Ibrahim as-Sajjid Ibrahim
Muhammad Ibrahim as-Sajjid Ibrahim (arab. محمد ابراهيم السيد ابراهيم; ur. 16 marca 1998) – egipski zapaśnik walczący w stylu klasycznym. Brązowy medalista olimpijski z Tokio 2020 w kategorii 67 kg i piętnasty w Paryżu 2024 w tej samej wadze. Zajął piąte miejsce na mistrzostwach świata w 2019 roku. 
Mistrz igrzysk afrykańskich w 2019 i 2023. Zdobył złoty medal na mistrzostwach Afryki w 2016, 2017, 2018, 2019, 2020, 2023 i 2025. Srebrny medalista igrzysk śródziemnomorskich w 2018. Wygrał mistrzostwa arabskie w 2022. Triumfator igrzysk wojskowych w 2019. Mistrz świata U-23 w 2018 i 2019. Trzeci na MŚ juniorów w 2016 roku.